# توضيح القرآن (كتاب)
توضيح القرآن: آسان ترجمة قرآن هو تفسير مكون من ثلاثة مجلدات للقرآن كتبه الباحث الإسلامي الباكستاني تقي عثماني (مواليد 1943).أُلف الكتاب باللغة الأردية وتُرجم إلى لغتين على الأقل، البنغالية والهندية.

## الخلفية
ويذكر المؤلف سبب تأليف الكتاب فيقول:
منذ اليوم وحتى قبل عدة سنوات، كنت أعتقد أنه لا حاجة إلى ترجمة جديدة للقرآن الكريم، نظرًا لوجود العديد من الترجمات الموثوقة التي أنجزها علماء معتبرون باللغة الأردية. ولذلك، فعندما كان يتقدّم إليّ أحد بطلب إعداد ترجمة جديدة، كنت – رغم اعتباري خدمة الكتاب المجيد شرفًا عظيمًا – أرى في إدراكي لقصوري أولَ مانع، وفي عدم الحاجة إلى ترجمة جديدة ثانيَ مانع.
ولكن لاحقًا، أعرب أصدقائي من مناطق مختلفة من العالم عن آرائهم، مفادها أن الترجمات الحالية للقرآن الكريم باللغة الأردية – المتداولة بين الناس – قد باتت عسيرة الفهم على عامة المسلمين اليوم. ولذلك، فإن حتى الإنسان المتعلّم تعليمًا بسيطًا يستطيع أن يدرك مدى الحاجة إلى ترجمة مبسطة حقًا. وقد ازدادت المطالب إلى درجة دفعتني لإعادة النظر في الأمر.
فبدأت – كعادتي – أتابع الاتجاهات السائدة، حتى تبيّن لي في نهاية المطاف أن مطلبهم جدير بالاهتمام. وعندما أنهيت ترجمتي الإنجليزية ونُشرت كالمعتاد، ازدادت تلك المطالب إلحاحًا. وفي النهاية، شرعت في الترجمة باسم الله تعالى، معتقدًا أن المسلم العادي يحتاج، لفهم معاني القرآن، إلى ترجمة مصحوبة بشرح موجز. وعلى هذا الأساس، حرصت على كتابة ملاحظات تفسيرية مختصرة إلى جانب الترجمة.

## الترجمة
تُرجم الكتاب إلى لغتين على الأقل، البنغالية والهندية. وقد ترجمه إلى اللغة البنغالية أبو بشار محمد سيف الإسلام في عام 2010 ونشرته مكتبة الأشرف.

## فهرس
- Ahmad، Zaheer (2021). The Comparative Study of Selected Urdu Translations of The Holy Quran (بالأوردية). Allama Iqbal Open University, Islamabad. ص. 103–108. مؤرشف من الأصل في 2025-04-05.
- Nawi, Jaharuddin; Md. Marzuki, Junaidah (2016). "The Contributions of Mufti Muhammad Taqi Usmani and His Scholars in the Study of the Qur'an". Al-Irshad: Journal of Islam and Contemporary Affairs (in English). 2 (1): 1818.

## روابط خارجية
- تعزية القرآن الكريم باللغة الأردية
- تعزية القرآن الكريم باللغة البنغالية